# Teishin
Teishin (jap. 貞心; ur. 1798; zm. 1872) – japońska mniszka zen szkoły sōtō, poetka.

## Życiorys
Pochodziła z rodziny samurajskiej. Urodziła się w mieście Nagaoka.
Została wydana za mąż w wieku lat 18, jednak po owdowieniu postanowiła zostać mniszką buddyjską. Wędrowała po kraju, żebrząc o jedzenie. Kiedy usłyszała o mistrzu Ryōkanie Taigu (1758–1831) i jego prostej, autentycznej praktyce, postanowiła go odwiedzić. Pragnęła, aby udzielił jej wskazówek dotyczących jej poezji.
W krótkim czasie zakochała się w nim romantycznie i zmieniła także swoją praktykę na zen. Formalnie została jego uczennicą w 1826 r. Ryōkan oferował jej trening zarówno zenu jak i pisania poezji. Równocześnie sam zakochał się w niej niezwykle głęboko.
Ten nadzwyczajny, emocjonalny związek znalazł odzwierciedlenie i został przechowany w ich poezji, która wyraża ich głęboką, romantyczną i emocjonalną miłość. Teishin zebrała potem i opublikowała tom poezji Ryōkana zatytułowany Krople rosy na liściu lotosu.
Po ich pierwszym spotkaniu napisała wiersz:
| Zdziwiona czy to jest sen, Jestem przepełniona radością. Nie budźcie mnie, jeśli to jest sen. Pozostawcie mnie, proszę, w tej radości na zawsze |

Podczas gdy uczniowie mistrzów zen praktykują, aby być przebudzeni z naszych złudzeń, Teishin - zdając sobie sprawę z ułudy pragnie podążać tą drogą dalej.
Odpowiedź Ryōkana jest odpowiedzią mistrza zen:
| Drzemiąc w krainie snów, Mówiąc o tym śnie. Dlaczego nie umieścić naszego snu W strumieniu wieczności |

Ryōkan umieszcza ich związek w sferze wieczności, jak czynią w nauczaniu mistrzowie zen, aby uczniowie zobaczyli pojawiające się fenomeny w kontekście nietrwałości i zanikania, a także, aby zobaczyli to, co nie powstaje i nie zanika. Wiersz Ryōkana jest więc instrukcją: nie postrzegaj tej miłości w sposób dualistyczny, z osobistej perspektywy. Zamiast tego, pozwól jej płynąć w bezkresnej i wiecznej przestrzeni. Miłość istnieje bez przylegania, lgnięcia do niej.
Przez niektórych badaczy ich związek był uważany za nieseksualny, przez innych – jako pełny związek miłosny, gdyż niektóre wiersze Teishin wyrażają także jej pożądanie i zmaganie się ze ślubowaniami mnisimi.
Z biegiem czasu Teishin wyzwoliła się całkowicie ze swoich wątpliwości, martwienia się plotkami o ich związku i z tego, co jest poprawne, a co nie. Skonfrontowała się ze swoimi najgłębszymi i najprawdziwszymi intencjami i przełamała się przez przeszkody i znalazła swoją wolność. Dzięki mocnej praktyce zen, którą cały czas utrzymywała, osiągnęła oświecenie. Jasno zobaczyła, że ich związek był naprawdę transcendentny i mimo plotek i negatywnych osądów ze strony innych, było to ostatecznie jej własne doświadczenie i musiała tą drogą kroczyć.
Gdy Ryōkan był bliski śmierci, Teishin czuwała przy nim. Napisała wtedy wiersz:
| Uważa się, że my - mnisi Przezwyciężyliśmy poziom Życia i śmierci – Jednak nie mogę unieść Smutku naszego rozdzielenia |

Nauki Ryōkana wykazują, że miłość nie jest całkowicie nieobecna w naukach mistrzów zen.
Miłość jest natomiast wyrażana jasno i otwarcie w naukach mistrzyń zen. Dlatego ich nauki są tak odpowiednie dla praktykujących zen na Zachodzie, którzy są przeważnie w różnych związkach, także rodzinnych.